# Mariella Devia
Mariella Devia (Chiusavecchia, Imperia Liguria, 12 de abril de 1948) es una soprano italiana, especialista en roles del repertorio belcantista de los que es una de sus máximos exponentes actuales.

## Biografía
Devia estudió en la Accademia Nazionale di Santa Cecilia en Roma con Iolanda Magnoni. Hizo su debut en Treviso, como Lucia di Lammermoor, en 1973, y rápidamente se presentó por toda Italia, haciendo su debut en La Scala en Milán en 1987, como Giulietta de I Capuleti e i Montecchi. 
En la escena internacional, se presentó en el Metropolitan Opera, como Lucía, Gilda, Despina y Konstanze, y en el Carnegie Hall, como Lakmé, en 1979, e hizo su debut en la Ópera de París y el Festival de Aix-en-Provence en 1987, y en el Royal Opera House en Londres, en 1988. 
Se ha presentado regularmente en el Festival de Pésaro y en el Festival della Valle d'Itria en Martina Franca, donde fue aclamada en interpretaciones de óperas olvidadas de Rossini, Donizetti, Bellini y otros compositores de Bel canto. 
Se destacan también sus representaciones de óperas de Mozart, especialmente con Constanze de El rapto en el Serrallo, como también con 
Gilda y Violetta de Verdi.
Sus representaciones como Lucia de Lammermoor en La Scala así como Maria Stuarda en la producción de Pier Luigi Pizzi dirigida por Antonino Fogliani han sido editadas en DVD.
A los 65 años, en el 2013 debutó como Norma de Bellini, en el Teatro Comunale di Bologna, con gran éxito y representandolo en varias ciudades de Italia, España y Japón. Se retiró con ese papel a los 71 en el Teatro LaFenice en mayo de 2018.
Estuvo casada con el trompetista Sandro Verzari hasta su fallecimiento en el año 2007.

## Premios y reconocimientos
En 2019 recibió el Premios Ópera XXI, otorgado por la Asociación de Teatros, Festivales y Temporadas de Ópera de España.

## Repertorio
- Auber: Manon Lescaut – Manon
- Bellini: Beatrice di Tenda – Beatrice; I Capuleti e i Montecchi – Giulietta; Il pirata – Imogene; I puritani – Elvira; La sonnambula – Amina; Norma – Norma
- Berlioz: Benvenuto Cellini – Teresa
- Bizet: Carmen - Micaela; Les pêcheurs de perles – Leila
- Cherubini: L'hôtellerie portugaise - Gabriella; Lodoïska – Lodoïska
- Cimarosa: Il matrimonio segreto – Elisabetta
- Donizetti: Adelia – Adelia; Anna Bolena – Anna; Don Pasquale – Norina; Il castello di Kenilworth – Elisabetta; L'elisir d'amore – Adina; La fille du régiment – Marie; Linda di Chamounix – Linda; Lucrezia Borgia – Lucrezia; Lucia di Lammermoor – Lucia; Maria Stuarda – Maria; Marino Faliero – Elena; Parisina – Parisina; Roberto Devereux – Elisabetta
- Duni: La fée Urgèle - Marton
- Delibes: Lakmé – Lakmé
- Gluck: Orfeo ed Euridice - Euridice
- Gounod: Faust – Marguerite; Roméo et Juliette – Juliette
- Mozart: Così fan tutte – Despina and Fiordiligi; Die Entführung aus dem Serail – Konstanze; Don Giovanni – Donna Anna; Idomeneo – Ilia and Elettra; *The Marriage of Figaro – Contessa; The Magic Flute – Pamina y Reina de la Noche
- Offenbach: Les contes d'Hoffmann - Antonia
- Pergolesi: Adriano in Siria - Farnaspe
- Petrassi: Il cordovano - Cristina
- Puccini: Gianni Schicchi – Lauretta; Turandot – Liù
- Rossini: Adelaide di Borgogna – Adelaide; The Barber of Seville – Rosina; Le comte Ory – Adele; Mosè in Egitto – Elcia; Otello – Desdemona; Semiramide – Semiramide; Il signor Bruschino – Sofia; Tancredi – Amenaide; Il turco in Italia – Fiorilla; Zelmira – Zelmira; La donna del lago - Elena;
- Rota: Il cappello di paglia di Firenze – Elena; Napoli milionaria - Maria Rosaria
- Satie: Geneviève de Brabant – Geneviève
- Spontini: Milton - Emma
- Stravinsky: Mavra - Parasha; Le rossignol
- Verdi: Falstaff – Nannetta; Giovanna d'Arco – Giovanna; Rigoletto – Gilda; La traviata – Violetta; Un ballo in maschera - Oscar

## Discografía Selecta
- Bellini: I Puritani - Richard Bonynge/Christopher Robertson/William Matteuzzi/Eleonora Jankovic, 2007 Nuova Era/M.A.T.
- Bellini: La Sonnambula - Marcello Viotti/Luca Canonici, 2008 Nuova Era
- Donizetti: L'elisir d'amore - Marcello Viotti/English Chamber Orchestra/Roberto Alagna/, 1993 Erato
- Donizetti: Lucia di Lammermoor - Zubin Mehta/Coro & Orchestra del Maggio Musicale Fiorentino/Bros/Frontali/Colombara, 1996 Fonè
- Donizetti: Lucrezia Borgia - Marco Guidarini, Giuseppe Filianoti/Marianna Pizzolato/Alex Esposito/ 2014 Bongiovanni
- Donizetti: Parisina - Bruno Bartoletti/Maggio Musicale Fiorentino/Dalmacio Gonzales/Giorgio Zancanaro 2016, Bongiovanni
- Mozart: Mariella Devia/Orchestra Filarmonica Marchigiana/Daniele Callegari, 2005 The Music Production/Fonè
- Rossini: Cantatas Vol. 1 - La Morte di Didone; Cantata per Pio IX - Riccardo Chailly/Orchestra Filarmonica della Scala, 1998 Decca
- Verdi: Rigoletto - Rico Saccani/Budapest Philharmonic Orchestra/Leo Nucci, Marcello Giordani, 2008 Rico Saccani
- Verdi: Complete Chamber Songs - Sergej Larin/Michele Pertusi/Parma Opera Ensemble, 2012 Milano Dischi
- Devia: Arie da Opere - Mariella Devia, 2013 Bongiovanni
- Devia: La Morte di Didone e Arie di Baule - Mariella Devia/Orchestra del Teatro Comunale di Bologna, 2013 Bongiovanni